# آگوستا، سیسیلی
آگوستا، سیسیلی (به ایتالیایی: Augusta) یک کومونه در ایتالیا است که در استان سیراکوز واقع شده‌است.

## خصوصیات
آگوستا ۱۰۹٫۳۳ کیلومترمربع مساحت و ۳۴٬۵۳۹ نفر جمعیت دارد و ۱۵ متر بالاتر از سطح دریا واقع شده‌است.

## خواهرخوانده
شهر مگارا خواهرخواندهٔ آگوستا، سیسیلی هست.